# Drouvin-le-Marais
Drouvin-le-Marais és un municipi francès situat al departament del Pas de Calais i a la regió dels Alts de França. L'any 2007 tenia 519 habitants.

## Demografia

### Població
El 2007 la població de fet de Drouvin-le-Marais era de 519 persones. Hi havia 175 famílies de les quals 24 eren unipersonals (8 homes vivint sols i 16 dones vivint soles), 54 parelles sense fills, 89 parelles amb fills i 8 famílies monoparentals amb fills.
La població ha evolucionat segons el següent gràfic:
Habitants censats

### Habitatges
El 2007 hi havia 189 habitatges, 184 eren l'habitatge principal de la família i 5 estaven desocupats. Tots els 189 habitatges eren cases. Dels 184 habitatges principals, 155 estaven ocupats pels seus propietaris, 25 estaven llogats i ocupats pels llogaters i 4 estaven cedits a títol gratuït; 1 tenia dues cambres, 14 en tenien tres, 42 en tenien quatre i 128 en tenien cinc o més. 162 habitatges disposaven pel capbaix d'una plaça de pàrquing. A 67 habitatges hi havia un automòbil i a 108 n'hi havia dos o més.

### Piràmide de població
La piràmide de població per edats i sexe el 2009 era:
| Homes | Edats   | Dones |
| ----- | ------- | ----- |
| 0     | 95 o +  | 0     |
| 0     | 90 a 94 | 0     |
| 0     | 85 a 89 | 0     |
| 0     | 80 a 84 | 0     |
| 8     | 75 a 79 | 0     |
| 8     | 70 a 74 | 8     |
| 8     | 65 a 69 | 20    |
| 8     | 60 a 64 | 24    |
| 16    | 55 a 59 | 8     |
| 8     | 50 a 54 | 4     |
| 16    | 45 a 49 | 20    |
| 24    | 40 a 44 | 12    |
| 8     | 35 a 39 | 8     |
| 12    | 30 a 34 | 24    |
| 16    | 25 a 29 | 16    |
| 0     | 20 a 24 | 4     |
| 12    | 15 a 19 | 28    |
| 12    | 10 a 14 | 12    |
| 16    | 5 a 9   | 16    |
| 8     | 0 a 4   | 20    |

## Economia
El 2007 la població en edat de treballar era de 328 persones, 248 eren actives i 80 eren inactives. De les 248 persones actives 231 estaven ocupades (119 homes i 112 dones) i 18 estaven aturades (9 homes i 9 dones). De les 80 persones inactives 22 estaven jubilades, 26 estaven estudiant i 32 estaven classificades com a «altres inactius».

### Ingressos
El 2009 a Drouvin-le-Marais hi havia 189 unitats fiscals que integraven 552 persones, la mediana anual d'ingressos fiscals per persona era de 19.969 €.

### Activitats econòmiques
Dels 8 establiments que hi havia el 2007, 3 eren d'empreses de construcció, 1 d'una empresa de transport, 1 d'una empresa de serveis, 1 d'una entitat de l'administració pública i 2 d'empreses classificades com a «altres activitats de serveis».
Dels 4 establiments de servei als particulars que hi havia el 2009, 1 era una lampisteria, 1 electricista i 2 perruqueries.
L'any 2000 a Drouvin-le-Marais hi havia 4 explotacions agrícoles que ocupaven un total de 184 hectàrees.

## Equipaments sanitaris i escolars
El 2009 hi havia una escola elemental.

## Poblacions més properes
El següent diagrama mostra les poblacions més properes.